# .org
.org (Organização) é o domínio de topo (TLD, em inglês: top-level domain) oficial para utilização sem restrições (qualquer tipo de site pode utilizá-lo), mas é mais utilizado por organizações não governamentais. O domínio org é um dos Generic top-level domain, como: .com, .edu, .gov, .mil e .net, criado em Janeiro de 1985. Foi originalmente destinado a organizações sem fins lucrativos ou organizações de caráter não-comercial, que não preenchiam os requisitos para outros gTLDs. A MITRE Corporation foi o primeiro grupo a registrar o domínio org como mitre.org em julho de 1985.
Inscrições no .org são processadas através de registradores credenciados em todo o mundo. Qualquer pessoa pode registrar um domínio de segundo nível, .org. Embora .org tenha sido recomendado para as entidades não-comerciais, não há restrições para inscrição. Há muitos exemplos de .org sendo utilizados por sites comerciais. .org também é comummente recomendado para uso individual (sites pessoais). O uso do .org é diversificado, incluindo as instituições culturais, associações, esportes/equipes, religiosos, cívicos, software de código aberto (como o MediaWiki, Drupal, Joomla), escolas, iniciativas ambientais social/organizações fraternais, saúde, serviços jurídicos, clubes e grupos voluntários.
O .org TLD foi operado desde 1 de Janeiro de 2003 pela Public Interest Registry, que assumiu o trabalho da "VeriSign Global Registry Services", uma divisão da VeriSign.
Embora as organizações em todo o mundo possam registrar o .org, muitos países têm um domínio de segundo nível, com um propósito semelhante ao do seu próprio Código de País de Domínio de topo (ccTLD). Tais domínios de segundo nível são geralmente do tipo:  org.cc ou  or.cc, onde  cc é o código do país.  .jp (Japão),  .uk (Reino Unido) e  .au (Austrália) são exemplos outros exemplos.
Em 17 de Março de 2010 o Public Interest Registry anunciou que há mais de 8 milhões domínios registrados com o .org, tornando-se o terceiro maior domínio genéricos de primeiro nível (gTLDs).

## Nomes de domínio internacionalizados
O registro do domínio .org permite o registro dos nomes de domínio internacionalizados (IDNs), como domínios de segundo nível. Para alemães, dinamarquêses, húngaros, islandêses, coreanos, letãos, lituanos, polonêses e suecos, isso tem sido possível desde 2005. Já os registros IDN para espanhôis está disponível desde 2007.

## DNSSEC
Em 2 de junho de 2009, o Public Interest Registry anunciou que o domínio .org é o primeiro dos Domínios genéricos de primeiro nível superior e é o registro global que maior assinou com a Zona de DNS de segurança do sistema de nomes de domínio (DNSSEC). Isso permitirá a verificação da autenticidade de origem e integridade dos dados DNS, conformando clientes DNS. A partir de 23 de junho de 2010, DNSSEC foi habilitado para domínios individuais em "TLD .org", começando com 13 registros.

## Exemplo de uso
Além de sua ampla utilização em campos de caridade, muitas vezes é preferido pelo movimento do software livre, em oposição ao domínio .com, mais usado por empresas com fins lucrativos. Muitos partidos políticos e grupos de apoio também optam por usar o .org.